# 梅沢壮一
梅沢 壮一（うめざわ そういち、1968年2月19日 - ）は、日本の特殊メイクアーティスト、映画監督。
神奈川県藤沢市出身。TVチャンピオン第7回特殊メイク王選手権（2007年）優勝。妻は女優の黒沢あすか。3児の父。

## 経歴
高校時代から独学で特殊メイクの勉強を始める。卒業後、美術大学受験で3年間浪人するが失敗。地元映画館の映写技師の経験を経て、23歳よりフリーランスとして仕事を開始。様々な特殊メイク、特殊造型会社で経験を積んだ後、1997年自らの工房C.U.L（Creation of Unknown Livings）を設立。
- 1999年 TVチャンピオン第3回特殊メイク王選手権 第2位
- 2007年 TVチャンピオン第7回特殊メイク王選手権 優勝
- 2009年 株式会社ソイチウム 設立

2014年以降は監督としても活動を開始。初の長編映画『血を吸う粘土』は第42回トロント国際映画祭のミッドナイト・マッドネス部門のクロージング作品として選出された。

## 参加作品

### 映画
- 遠き落日（1992年）
- パ★テ★オ（1992年）
- 大病人（1993年）
- 女ざかり（1994年）
- 天守物語（1995年）
- 藪の中V（1995年）
- 魔界転生 THE ARMAGEDDON（1996年）
- カンゾー先生（1998年）
- 呪眼V （1999年）
- D（2000年）
- オールナイトロングR V（2000年）
- 富江 最終章 -禁断の果実-（2002年）
- THE SNOWS（2002年）
- アカルイミライ（2003年）
- 風魔忍群〜血蜘蛛の十蔵 V（2003年）
- オールナイトロング イニシャルO V（2003年）
- オモヒノタマ〜念珠（「リアル」脚本も）（2003年）
- 監督感染（2003年）
- き・れ・い?（2004年）
- サバイバル自衛隊 V（2004年）
- RANBU 艶武剣士（2004年）
- HINOKIO（2005年）
- ファンタスティポ（2005年）
- 亀は意外と速く泳ぐ（2005年）
- 樹の海（2005年）
- 死霊波（2005年）
- デストランス（2005年）
- ハルキWebシネマ（2005年）
- 花田少年史（2006年）
- 紙屋悦子の青春（2006年）
- THE WINDS OF GOD（2006年）
- BLACK NIGHT ブラックナイト（2006年）
- 筆子・その愛 -天使のピアノ-（2007年）
- OLヴァンパイア（2007年）
- SARU phase three（2007年）
- 富江VS富江（2007年）
- グミ・チョコレート・パイン（2008年）
- ダーク・ラブ（2008年）
- カンフーくん（2008年）
- ゲゲゲの鬼太郎 千年呪い歌（2008年）
- ギララの逆襲（2008年）
- 真木栗ノ穴（2008年）
- ボディ・ジャック（2008年）
- ハンサム☆スーツ（2008年）
- 旭山動物園物語 ペンギンが空をとぶ（2009年）
- 鴨川ホルモー（2009年）
- 沈まぬ太陽（2009年）
- イエローキッド（2010年）
- 忍邪（2010年）
- 孤高のメス（2010年）
- 君が踊る、夏（2010年）
- モルモット（2011年）
- 女忍 KUNOICHI（2011年）
- AVN/エイリアンVSニンジャ（2011年）
- 映画 怪物くん（2011年）
- Cut[2][3] （2011年）
- ムンクの叫び（2012年）
- 映画 妖怪人間ベム[4]（2011年）
- 桐島、部活やめるってよ（2012年）
- 受難（2013年）
- 悪夢ちゃん The 夢ovie（2014年）
- かくて女神は笑いき（2014年）
- 映画 ST 赤と白の捜査ファイル（2015年）
- 暗殺教室（2015年）
- 虎影（2015年）
- リアル鬼ごっこ（2015年）
- 天の茶助（2015年）
- THE HYBRID 鵺の仔（2015年）
- 進撃の巨人 ATTACK ON TITAN（2015年）
- ABC・オブ・デス2 / Y is for Youth[5]（監督・脚本）（2015年）
- 進撃の巨人 エンド オブ ザ ワールド（2015年）
- はなちゃんのみそ汁（2015年）
- 血まみれスケバンチェーンソー（2016年）
- 暗殺教室〜卒業編〜（2016年）
- のぞきめ[6]（2016年）
- アイアムアヒーロー（2016年）
- LAST COP THE MOVIE（2017年）
- 「超」怖い話2（2017年）
- 血を吸う粘土[7][8]（監督・脚本）（2017年）
- あさひなぐ（2017年）
- 亜人（2017年）
- 家に帰ると妻が必ず死んだふりをしています。[9]（2018年）
- 自由を手にするその日まで（2018年）
- 響 -HIBIKI-（2018年）
- ギャングース（2018年）
- デイアンドナイト（2019年）
- 二宮金次郎（2019年）
- Diner ダイナー[10]（2019年）
- 3人の信長（2019年）
- 血を吸う粘土〜派生[11]（監督・脚本）（2019年）
- AI探偵（2019年）
- 積むさおり[12]（監督・脚本）（2019年）
- 恐怖人形（2019年）
- シグナル100（2020年）
- 今日から俺は！！劇場版（2020年）
- 狂武蔵（2020年）
- 犬部！（2021年）
- プリズナーズ ・オブ ・ゴーストランド（2021年）
- あなたの番です　劇場版（2021年）
- この子は邪悪（2022年）
- カラダ探し（2022年）
- 編集霊-deleted-（2023年）
- 美男ペコパンと悪魔（2023年）
- 岸辺露伴 ルーヴルへ行く（2023年）
- 翔んで埼玉　琵琶湖より愛をこめて（2024年）
- ドラレコ霊（2024年）
- ゴールド・ボーイ（2024年）

### テレビ ・インターネット

#### ドラマ
- 琉球の風
- 法医学教室の事件ファイル
- 世にも奇妙な物語
- 美少女H
- スペースエンジェル
- ビューティ7
- OLビジュアル系 SP
- TOWER OF BABEL
- スタアの恋
- サイコドクター
- 夢十夜
- 俺は鰯
- 日本のこわい夜
- 悪魔のような女
- 野ブタ。をプロデュース
- ギャルサー
- ビバ!山田バーバラ
- 終りに見た街
- 富豪刑事デラックス
- マイ☆ボス マイ☆ヒーロー
- CAとお呼びっ!
- セクシーボイスアンドロボ
- 探偵学園Q
- 喰いタン2
- ヅラ刑事 頭上最大の決戦
- 牛に願いを Love&Farm
- コスプレ幽霊 紅蓮女
- 4姉妹探偵団
- ワイルドライフ〜国境なき獣医師団R.E.D.〜
- 鄭蘋如の真実
- 夢をかなえるゾウ
- ザ・クイズショウ
- 華麗なるスパイ
- 赤鼻のセンセイ
- 恋のから騒ぎ ドラマスペシャル
- サムライ・ハイスクール
- ギネ 産婦人科の女たち
- 怪物くん[13][14]
- 24時間テレビドラマ『みぽりんのえくぼ』
- 二重被爆
- ホタルノヒカリ2
- 黄金の豚
- Q10
- 秘密
- 勇者ヨシヒコと魔王の城
- 24時間テレビドラマ『生きてるだけでなんくるないさ』
- 祝女
- 妖怪人間ベム
- 怪物くんSP
- 理想の息子
- ダーティ・ママ!
- 三毛猫ホームズの推理
- クレオパトラな女たち
- ボーイズ・オン・ザ・ラン
- 悪夢ちゃん
- ペコロス、母に会いに行く
- So long ! 第1夜
- 堂場瞬一サスペンス逸脱〜捜査一課・澤村慶司
- 35歳の高校生
- 雲の階段
- Woman
- 斉藤さん2
- 超絶☆絶叫ランド
- 24時間テレビドラマ『今日の日はさようなら』
- 東京バンドワゴン
- 金田一少年の事件簿
- BORDER
- セーラーゾンビ
- 悪夢ちゃん スペシャル
- 花咲舞が黙ってない
- ST 警視庁科学特捜班
- 地獄先生ぬ〜べ〜[15]
- きょうは会社休みます。
- ○○妻
- デスノート
- 花咲舞が黙ってない2
- 闘碑伝説アカギ
- NHKスペシャル〜きのこ雲の下で何が起きていたのか
- 進撃の巨人 ATTACK ON TITAN 反撃の狼煙
- エンジェル・ハート
- 偽装の夫婦
- 荒地の恋
- 怪盗 山猫
- 臨床犯罪学者 火村英生の推理
- さよならドビュッシー 〜ピアニスト探偵 岬洋介〜
- ぼくのいのち
- お迎えデス。
- 家売るオンナ
- 時をかける少女
- そして誰もいなくなった
- CROW'S BLOOD(Hulu)
- レンタル救世主
- THE LAST COP/ラストコップ
- 視覚探偵　日暮旅人
- 東京タラレバ娘
- 母になる
- ボク、運命の人です。
- フランケンシュタインの恋
- 愛してたって、秘密はある。
- ウチの夫は仕事ができない
- 24時間テレビドラマ『時代をつくった男 阿久悠物語』
- 吾輩の部屋である
- Re:Mind
- 赤ひげ
- anone
- もみ消して冬〜わが家の問題なかったことに〜
- 正義のセ
- 天才バカボン
- ドロ刑 -警視庁捜査三課-
- 今日から俺は!!
- 3年A組-今から皆さんは、人質です-
- 家売るオンナの逆襲
- イノセンス 冤罪弁護士
- ザンビ
- インハンド
- 白衣の戦士!
- 特捜9
- すじぼり(U-NEXT)
- 全裸監督(Netflix)
- ボイス 110緊急指令室
- やすらぎの刻〜道
- ルパンの娘
- 同期のサクラ
- 愛なき森で叫べ(Netflix)
- 恋はつづくよどこまでも
- トップナイフー天才脳外科医の条件ー
- 未満警察 ミッドナイトランナー
- 美食探偵　明智五郎
- 大江戸もののけ物語[16]
- 岸辺露伴は動かない1・2・3話
- 悲熊
- ウチの娘は、彼氏が出来ない！
- ホリミヤ
- 文豪少年！
- 恋はDEEPに
- ハコヅメ〜たたかう！交番女子〜
- ようこそ東映殺影所へ
- 恋です！〜ヤンキー君と白杖ガール
- 未来世紀 SHIBUYA
- 悲熊2
- 岸辺露伴は動かない4・5・6話
- 逃亡医F
- パンドラの果実〜科学犯罪捜査ファイル
- 金田一少年の事件簿
- 怖い絵本
- 新・信長公記
- 泳げ！ニシキゴイ
- 祈りのカルテ
- ファーストペンギン
- 岸辺露伴は動かない7・8話
- 大病院占拠
- ダ・カーポしませんか？
- それってパクリじゃないですか？
- Dr.チョコレート
- 弁護士ソドム
- ゾン100〜ソンビになるまでにしたい100のこと〜(NETFLIX)[17][18]
- 単身花日
- ギフテッド
- 泥濘の食卓
- セクシー田中さん
- 新空港占拠
- 厨房のありす
- 肝臓を奪われた妻
- ACMA:GAME
- 花咲舞が黙ってない
- 岸辺露伴は動かない9話[19]
- 放課後カルテ

#### バラエティ
- たけしの万物創世記
- ポンキッキーズ
- うたばん
- 行列のできる法律相談所
- ザ!世界仰天ニュース
- あさイチ
- なるほど!ハイスクール
- 所さんの学校では教えてくれないそこんトコロ!
- 仰天クイズ! 珍ルールSHOW
- 地球の最先端をスクープ!SCOOPER
- AKBINGO!
- 怪盗100面相
- うわっ!ダマされた大賞
- 世界番付SP
- 真実解明バラエティー!トリックハンター
- ものまねグランプリ
- 踊る!さんま御殿!!
- 変ラボ
- ニンゲン観察バラエティ モニタリング
- 匿名!腕試し
- 正解のない問題
- 絶対に笑ってはいけないトレジャーハンター24時!
- Hikakin TV[20]
- Hikakin Games[21]

### CM
- 日清食品 日清焼そばU.F.O.
- キユーピー ミートソース
- 大正製薬 ダマリン
- 月桂冠 ワンカップ
- 日揮
- 日商岩井
- ハウス食品 ポテトチップス
- 昭和シェル石油 タイヤ
- プルコギハム（韓国）
- ジョンソン・エンド・ジョンソン リステリン
- 大京 ライオンズマンション
- ビックカメラ
- 全日本空輸
- KFCコーポレーション ケンタッキーフライドチキン
- サントリー 缶チューハイ
- コクヨ キャミナックス（web）
- ほっともっと
- スニッカーズ
- アサヒ飲料 WONDA
- 森永乳業 アロエヨーグルト
- アサヒビール アサヒオフ
- リクルート 受犬サプリ
- ソニー・コンピュータエンタテインメント 『SOUL SACRIFICE』
- ニッセイ みらいのカタチ
- 任天堂 『ピクミン3』
- クラシエ チョココローネ
- ヤクルト ジョア
- コカ・コーラ 日本の烏龍茶 つむぎ
- シュエップス シトラス
- DHC フォースコリー
- オージー・ビーフ
- ベルヴィ
- スミノフ
- ロッテ きのこの山・たけのこの里
- 銀座カラー
- 銀のさら
- ジュピターテレコム（J:COM）
- au
- コーセー コスメポート ジュレーム
- 日清食品 カレーメシ
- イトーヨーカドー ネットスーパー
- ニチレイ 焼きおにぎり
- バンダイナムコエンターテインメント ドラゴンボールZ ドッカンバトル[22]
- Nintendo Switch
- アイリスオーヤマ　凄厚（スゴアツ）除菌ウエットティッシュ[23]

### PV
- Iceman『LOST COMPLEX』
- L'Arc〜en〜Ciel『HONEY』
- L'Arc〜en〜Ciel『DIVE TO BLUE』
- L'Arc〜en〜Ciel『snow drop』
- THE ALFEE『Nouvelle Vague』
- ブラックビスケッツ『STAMINA』
- FLIP-FLAP『夏休み』
- 天野月子『月』
- Gackt『Last Song』
- RIZE『KAMI』
- チャットモンチー『満月に吠えろ』
- NMB48（紅組）『思わせ光線』
- tacica『発熱』
- 藤田恵名『私だけがいない世界』
- 藤田恵名『青の心臓』
- SAKANAMON『裏鬼門の羊』

### 舞台
- 新地獄変（2001年）
- HAKANA（2003年）
- 偽りの月（2013年）
- バカデカ2（2015年）
- その頬、熱線に焼かれ（2015・18年）
- 絶唱サロメ（2019年）
- 生き残った子孫たちへ（その頬、熱線に焼かれ）(2022年)
- 野鴨　(2022年)
- 其の女　(2023年)
- ブラウン管より愛をこめて-宇宙人と異邦人-　(2023年)

### 監督作品
- 『Middle』

フランス映画祭Hallucinations Collectives2014 ショートフィルム部門グランプリ受賞 　後に『ABC・オブ・デス2』"Youth"として収録
- 『THORN』

サンディエゴ映画祭HorribleImaginings2015　ショートフィルム部門VFX賞第2位 / テキサスFantasticFest2015招待 / 富川国際ファンタスティック映画祭 2015招待
- 『領域』VR"DEAD"THEATER

　ショートショートフィルムフェスティバル2017上映 / 釜山国際映画祭2017 VR部門招待 / ファンタジア国際映画祭2019特別賞(Best Immersive Nightmare)受賞
- 『私だけがいない世界』藤田恵名ミュージックビデオ[30]

- 『血を吸う粘土』'Vampire Clay'

　トロント国際映画祭2017 ミッドナイト・マッドネス部門招待（クロージング作品） / テキサスFantasticFest2017招待 Horror Feature部門特別賞(Special Mention for Most Creative FX And Innovative Approach To Vampire Mythology )受賞 / スペインシッチェス・カタロニア国際映画祭2017招待
- 『青の心臓』藤田恵名ミュージックビデオ[34]

- 『血を吸う粘土〜派生』

スペインシッチェス・カタロニア国際映画祭2019招待
- 『積むさおり』

ゆうばり国際ファンタスティック映画祭2018上映 / TOKYO月イチ映画祭2018年8月グランプリ / サンディエゴ映画祭Horrible Imaginings Film Festival 2019招待　短編部門 最優秀主演女優賞受賞（黒沢あすか） / ウィスコンシン州 Weyauwega International Film Festival2020 Psychofest Film部門 Best Film受賞

### 書籍
- オモヒノタマ〜念珠「リアル」（ノベライズ執筆、竹書房）
- コンセプチュアル特殊メイク2　特殊メイクレクチャー（グラフィック社）
- コンセプチュアル特殊メイク3　特殊メイクレクチャー（グラフィック社）